# Gorenji Novaki
Gorenji Novaki so naselje v Občini Cerkno. Na zemljiščih v lasti prebivalcev je urejen Smučarski center Cerkno.